# Delta Air Lines

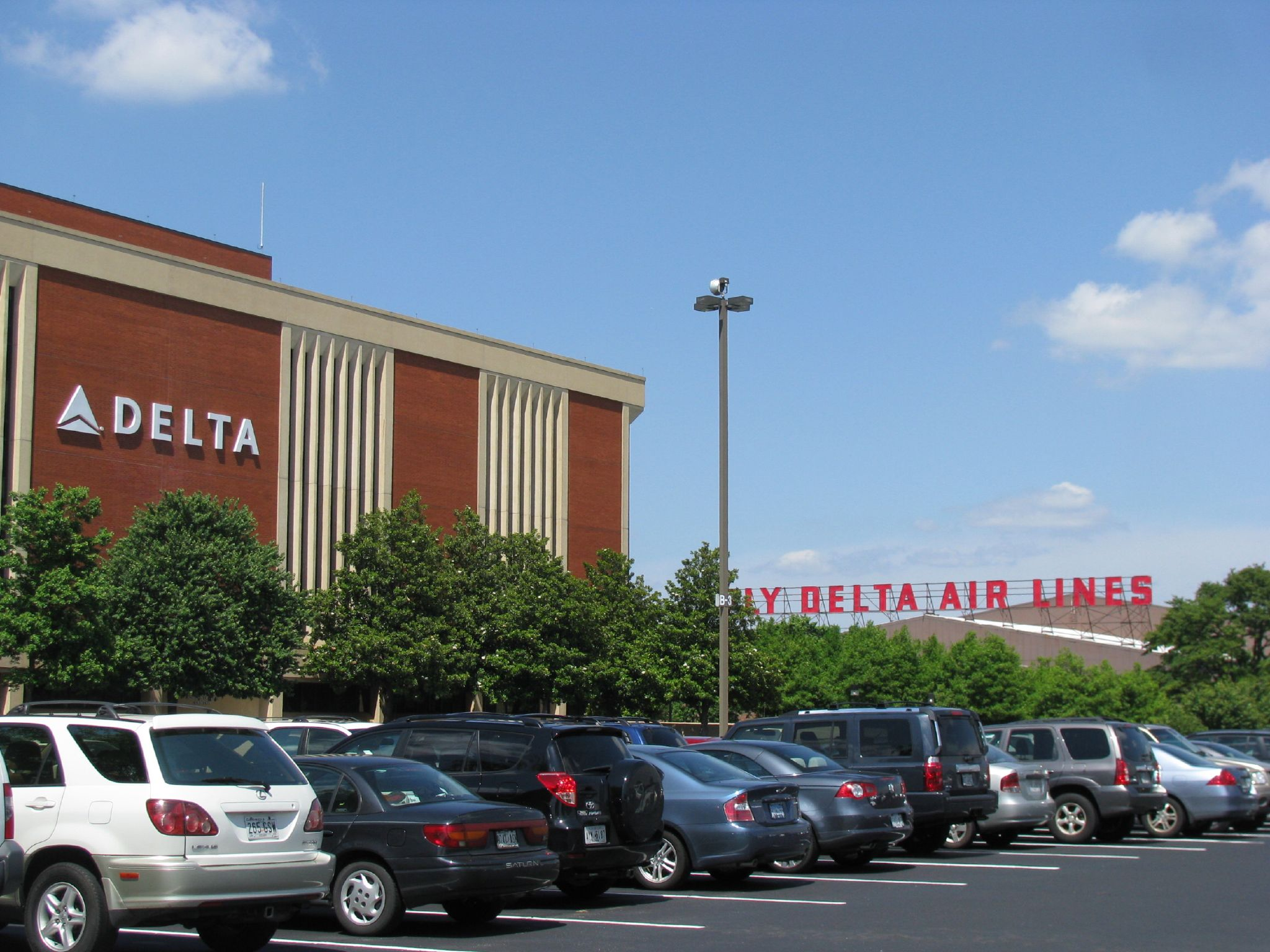
Het hoofdkantoor van Delta Air Lines in Atlanta

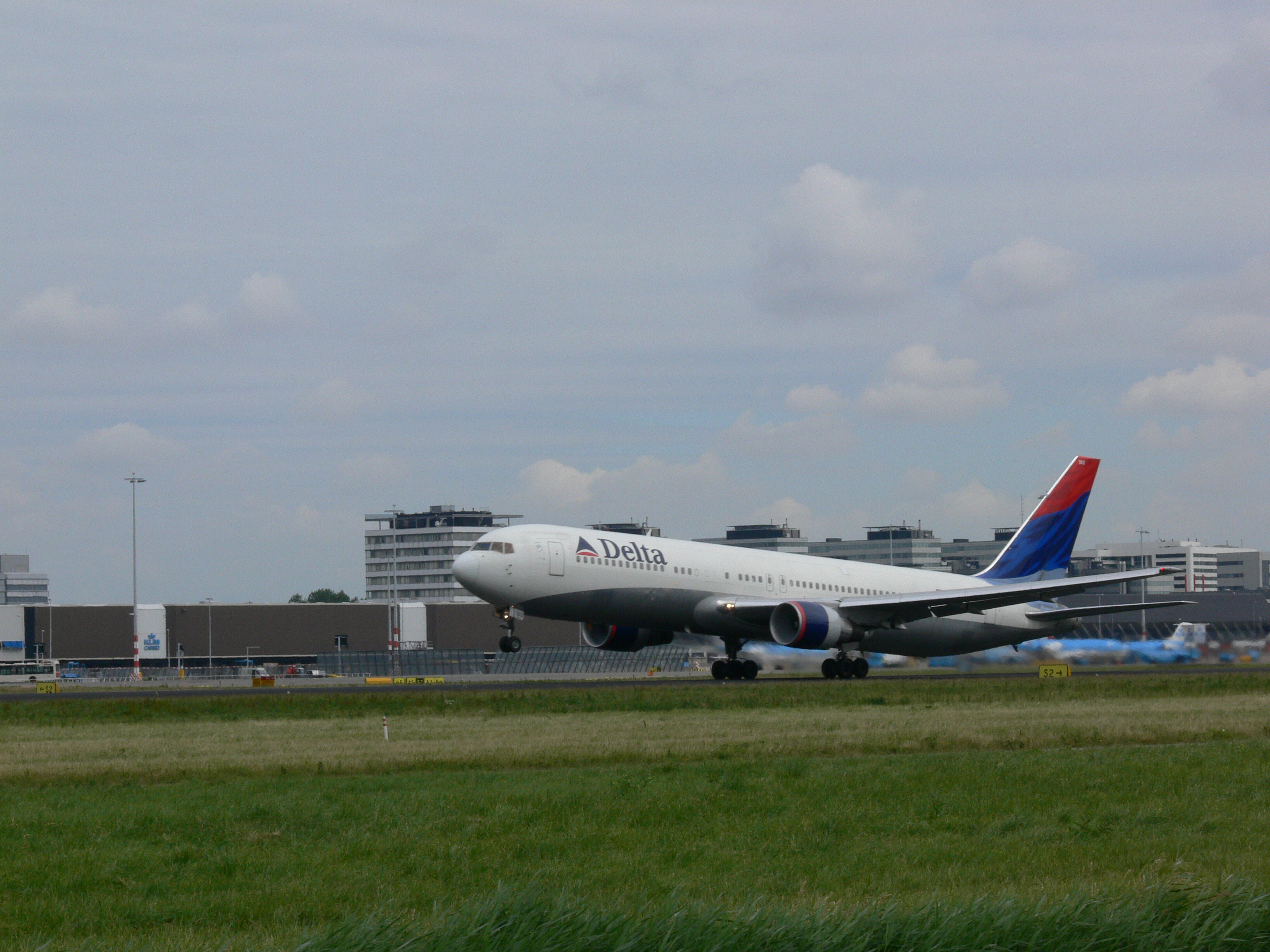
Delta in het oude kleurenschema vertrekt van Schiphol

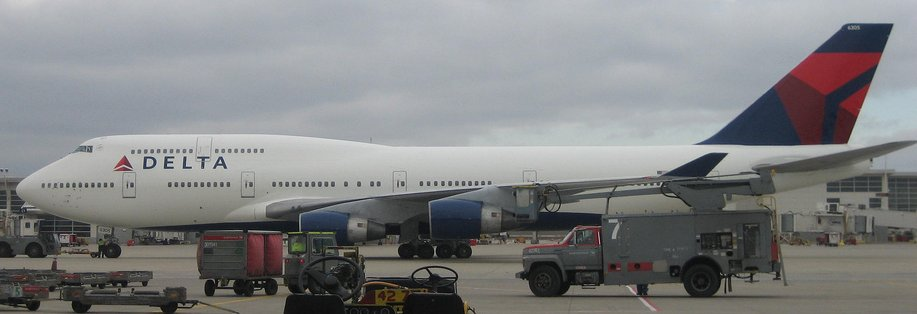
Een Boeing 747 (overgenomen van NWA) in het nieuwe kleurenschema van Delta

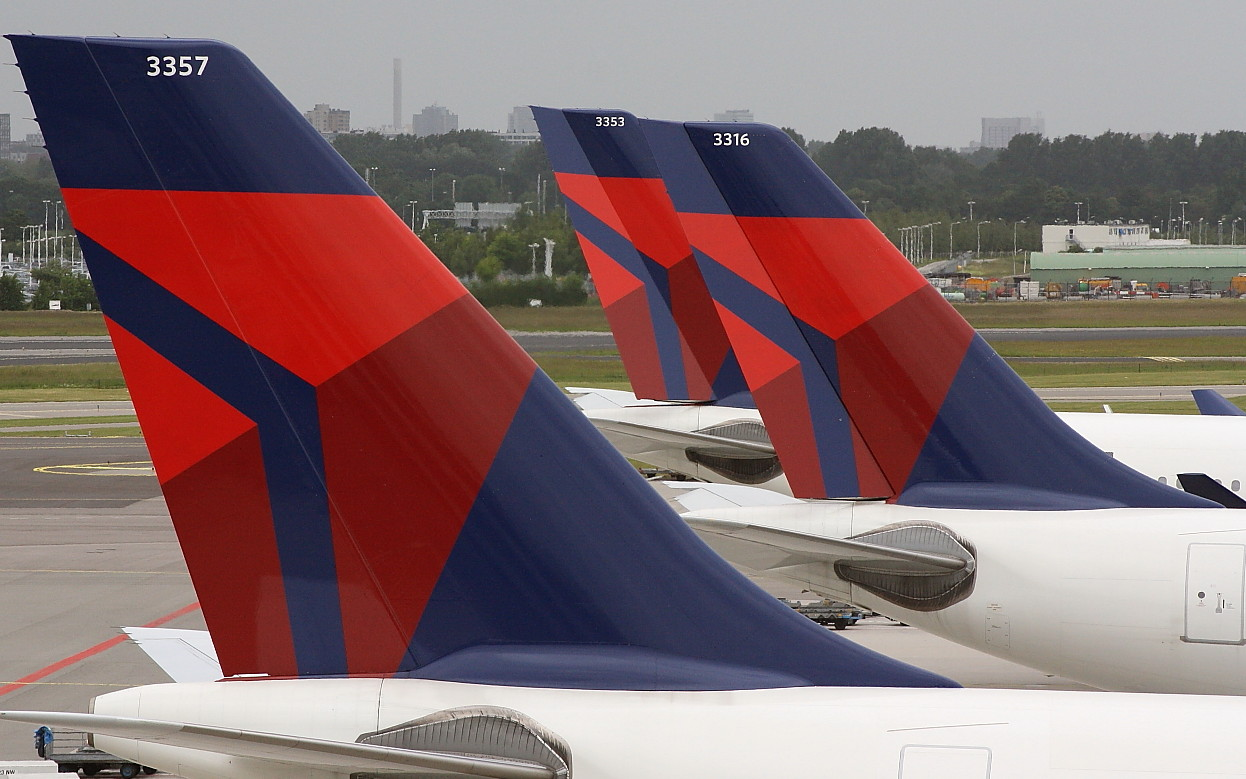
Drie Airbus A330-staarten van Delta op Schiphol

Delta Air Lines is een Amerikaanse luchtvaartmaatschappij die lid is van de SkyTeam-alliantie. Het is een onderdeel van het beursgenoteerde Delta Air Lines, Inc.

## Activiteiten
Delta heeft een nationaal en internationaal netwerk en vliegt op bestemmingen in Noord-Amerika, Zuid-Amerika, Europa, Afrika en Azië. Delta's thuisbasis, Hartsfield-Jackson Atlanta International Airport in Atlanta is in passagiersaantallen het grootste vliegveld ter wereld. Andere hubs van Delta zijn in Amsterdam, Cincinnati, Detroit, Minneapolis-St. Paul, Los Angeles, Seattle, New York (3×), Parijs, Salt Lake City, Seattle en Tokio. Met 323 bestemmingen in 57 landen in 2020 heeft Delta een groot internationaal routenetwerk.
Delta heeft voor vluchten tussen New York-LaGuardia, Boston, Washington en Chicago en voor vluchten tussen Los Angeles, San Francisco en Seattle een shuttledienst die vooral op de zakelijke klant is gericht, Delta Shuttle. Voor andere binnenlandse vluchten is Delta Connection verantwoordelijk.

## Geschiedenis
Delta werd in 1928 opgericht in Monroe. Al gauw verhuisde Delta naar Atlanta, waar het tot op de dag van vandaag zou blijven. Vanuit Atlanta begon Delta met lijndiensten naar Chicago, New Orleans en Cincinnati (Ohio), wat later een hub zou worden.
In de jaren vijftig begon men met vluchten naar het Caraïbisch gebied en Venezuela. Delta was de eerste klant voor de DC-8 en de DC-9. In 1970 had Delta enkel nog straalvliegtuigen.
In 1970 bestelde Delta een aantal Boeing 747's maar hield ze niet lang. In plaats daarvan focuste men zich op de DC-10 en de Lockheed L-1011 Tristar. Een tijd van grote groei brak aan voor Delta: in 1979 was Delta de eerste luchtvaartmaatschappij die het lukte om elke maand een miljoen passagiers vanuit één luchthaven te vervoeren (Atlanta). In de jaren tachtig bestelde Delta grote aantallen Boeing 767's, die nog steeds deel uitmaakten van de vloot in 2019.
Na het faillissement van PanAm kocht Delta diens rechten voor trans-Atlantische vluchten en maakte een enorme groei door. Delta claimt het grootste trans-Atlantische netwerk ter wereld te hebben. In 2000 was Delta betrokken bij de oprichting van de luchtvaartalliantie SkyTeam.

### Fusie met Northwest Airlines
Op 14 april 2008 werd de overname van Northwest Airlines, Inc. door Delta Air Lines, Inc. aangekondigd. De nieuw gevormde luchtvaartmaatschappij gaat opereren onder de naam Delta Air Lines. De fusie werd op 29 oktober 2008 officieel goedgekeurd door de Amerikaanse instanties. Hoewel beide maatschappijen initieel onder eigen vlag door bleven vliegen, opereren ze sinds 1 januari 2010 onder hetzelfde vliegcertificaat. Op diezelfde dag werd ook de thuishaven van NWA Cargo in Alaska gesloten. In februari 2010 is het merk Northwest volledig verdwenen.
Na de fusie met Northwest gingen de reeds bestaande joint ventures op de trans-Atlantische markt (Northwest-KLM en Delta-Air France) op in een joint venture tussen Air France-KLM, Delta Air Lines, en later Alitalia.

### Samenwerking met Virgin Atlantic Airways
Medio december 2012 werd bekend dat Delta Air Lines Inc. het belang van 49% in Virgin Atlantic Airways van Singapore Airlines zou kopen. Hierdoor kreeg Delta toegang tot de landingsrechten van Virgin op Londen Heathrow en de twee zetten verder een samenwerkingsverband op voor trans-Atlantische vluchten. Delta had destijds een marktaandeel van 9% op de route tussen New York en Londen, maar met deze samenwerking met Virgin kwam het aandeel op 36%.

### Jv en aandelenbelang in Aeroméxico
In augustus 2016 kwam een Open Skies overeenkomst met Mexico tot stand. Dit opende de weg om met Aeroméxico een joint venture op te zetten voor het vliegverkeer tussen Mexico en de Verenigde Staten. Delta had al in 2012 een klein aandelenbelang in de onderneming genomen, maar heeft dit in maart 2017 verhoogd naar 36,2%. Delta betaalde MXN 53 (US$ 2,70) per aandeel of US$ 620 miljoen in totaal. Delta heeft nog opties om het belang verder te verhogen tot 49%.

## Hubs
Delta Airlines heeft elf volwaardige hubs in de Verenigde Staten. Buiten de Verenigde Staten heeft het bedrijf een hub in Japan en in joint venture met KLM een hub in Nederland en in joint venture met Air France een hub in Frankrijk.
| Plaats               | Luchthaven                                          | Opmerkingen                                                                  |
| -------------------- | --------------------------------------------------- | ---------------------------------------------------------------------------- |
| Atlanta              | Hartsfield-Jackson Atlanta International Airport    | Grootste hub                                                                 |
| Amsterdam            | Schiphol                                            | In joint venture met KLM                                                     |
| Boston               | General Edward Lawrence Logan International Airport |                                                                              |
| Cincinnati           | Cincinnati/Northern Kentucky International Airport  |                                                                              |
| Detroit              | Detroit Metropolitan Wayne County Airport           | Na Atlanta de grootste hub                                                   |
| Los Angeles          | Los Angeles International Airport                   |                                                                              |
| Minneapolis-St. Paul | Minneapolis-Saint Paul International Airport        |                                                                              |
| New York             | John F. Kennedy International Airport               | Voornamelijk internationale vluchten                                         |
| New York             | LaGuardia                                           | Voornamelijk binnenlandse vluchten                                           |
| New York             | Newark Liberty International Airport                | Enkele binnenlandse vluchten                                                 |
| Parijs               | Aéroport de Paris-Charles de Gaulle                 | In joint venture met Air France                                              |
| Salt Lake City       | Salt Lake City International Airport                | Regionale hub voor westelijke deel van de Verenigde Staten                   |
| Seattle              | Seattle-Tacoma International Airport                |                                                                              |
| Tokio                | Luchthaven Haneda                                   | In joint venture met Korean Air wordt er ook gevlogen naar Luchthaven Narita |

## Vloot
| Vliegtuig          | In gebruik | Orders | Passagiers                           | Passagiers                           | Passagiers                           | Passagiers                           | Passagiers                           | Opmerkingen |
| Vliegtuig          | In gebruik | Orders | F                                    | J                                    | Y+                                   | Y                                    | Totaal                               | Opmerkingen |
| ------------------ | ---------- | ------ | ------------------------------------ | ------------------------------------ | ------------------------------------ | ------------------------------------ | ------------------------------------ | --- |
| Airbus A220-100    | 31         | 14     | 12                                   | 0                                    | 15                                   | 82                                   | 109                                  | |
| Airbus A220-300    | 19         | 67     | 12                                   | 0                                    | 30                                   | 88                                   | 130                                  | Leveringen vanaf 2020 |
| Airbus A319-100    | 56         | –      | 12                                   | 0                                    | 18                                   | 102                                  | 132                                  | |
| Airbus A320-200    | 62         | –      | 16                                   | 0                                    | 18                                   | 123                                  | 157                                  | |
| Airbus A321-200    | 127        | 0      | 20                                   | 0                                    | 29                                   | 142                                  | 191                                  | |
| Airbus A321 NEO    | 43         | 112    | 16                                   | 20                                   | 42                                   | 132                                  | 194                                  | Alle 143 Toestellen moeten tussen 2020 en 2023 worden geleverd. Een groot aantal vliegtuigen wordt door de Airbus-fabriek in Alabama geassembleerd                                      |
| Airbus A330-200    | 11         | –      | 0                                    | 34                                   | 32                                   | 168                                  | 234                                  | |
| Airbus A330-300    | 31         | –      | 0                                    | 34                                   | 40                                   | 219                                  | 293                                  | Launch customer voor Airbus A330-330HGW |
| Airbus A330-900neo | 23         | 16     | 0                                    | 29                                   | 28                                   | 224                                  | 281                                  | Launch customer Eerste levering was begin 2019; vervangen de oudere Boeing 767-300ER Zullen worden gebruikt op de trans-Atlantische routes                                              |
| Airbus A350-900    | 28         | 16     | 0                                    | 32                                   | 48                                   | 226                                  | 306                                  | Leveringen tot 2026 |
| Boeing 717-200     | 76         | –      | 12                                   | 0                                    | 20                                   | 78                                   | 110                                  | |
| Boeing 737-800     | 77         | –      | 16                                   | 0                                    | 36                                   | 108                                  | 160                                  | |
| Boeing 737-900ER   | 163        | -      | 20                                   | 0                                    | 21                                   | 139                                  | 180                                  | |
| Boeing 757-200     | 111        | –      | 20                                   | 0                                    | 29                                   | 150                                  | 199                                  | Grootste gebruiker van de Boeing 757-200 Oudere vliegtuigen worden vervangen door de Boeing 737-900ER Krijgen allemaal 199 passagiersstoelen 11 vliegtuigen hebben een VIP configuratie |
| Boeing 757-200     | 111        | –      | 72                                   | 0                                    | 0                                    | 0                                    | 72                                   | Grootste gebruiker van de Boeing 757-200 Oudere vliegtuigen worden vervangen door de Boeing 737-900ER Krijgen allemaal 199 passagiersstoelen 11 vliegtuigen hebben een VIP configuratie |
| Boeing 757-300     | 16         | –      | 24                                   | 0                                    | 32                                   | 178                                  | 234                                  | |
| Boeing 767-300ER   | 45         | –      | 0                                    | 26                                   | 29                                   | 171                                  | 226                                  | Oudere vliegtuigen worden vervangen door de Airbus A330-900NEO en Airbus A350-900 |
| Boeing 767-300ER   | 45         | –      | 0                                    | 36                                   | 29                                   | 143                                  | 208                                  | Oudere vliegtuigen worden vervangen door de Airbus A330-900NEO en Airbus A350-900 |
| Boeing 767-300ER   | 45         | –      | 0                                    | 36                                   | 32                                   | 143                                  | 211                                  | Oudere vliegtuigen worden vervangen door de Airbus A330-900NEO en Airbus A350-900 |
| Boeing 767-400ER   | 21         | –      | 0                                    | 40                                   | 28                                   | 178                                  | 246                                  | Grootste gebruiker van de Boeing 767-400ER |
| Totaal             | 942        | 311    | Laatst bijgewerkt op 5 november 2023 | Laatst bijgewerkt op 5 november 2023 | Laatst bijgewerkt op 5 november 2023 | Laatst bijgewerkt op 5 november 2023 | Laatst bijgewerkt op 5 november 2023 | Laatst bijgewerkt op 5 november 2023 |

## Codeshare- en SkyMilespartners

### Huidige partners
Delta Air Lines heeft met de volgende maatschappijen een samenwerking.
- Aeroflot - Codeshare- en SkyMilespartner
- Aeromexico - Codeshare- en SkyMilespartner, jointventurepartner op Amerikaanse markt
- Aerolíneas Argentinas - Codeshare- en SkyMilespartner
- Air Europa - Codeshare- en SkyMilespartner
- Air France - Codeshare- en SkyMilespartner, jointventurepartner op Atlantische markt
- China Airlines - Codeshare- en SkyMilespartner
- China Eastern Airlines - Codeshare- en SkyMilespartner, jointventurepartner op Pacifische markt
- China Southern Airlines - Codeshare- en SkyMilespartner
- Czech Airlines - Codeshare- en SkyMilespartner
- Garuda Indonesia - SkyMilespartner
- Gol Transportes Aéreos (Brazilië) - Codesharepartner
- Hawaiian Airlines - Codeshare- en SkyMilespartner
- ITA Airways - Codeshare- en SkyMilespartner, jointventurepartner op Atlantische markt
- Kenya Airways - SkyMilespartner
- Koninklijke Luchtvaart Maatschappij - Codeshare- en SkyMilespartner, jointventurepartner op Atlantische markt
- Korean Air - Codeshare- en SkyMilespartner, jointventurepartner op Pacifische markt
- LATAM - SkyMilespartner, jointventurepartner op Amerikaanse markt
- Middle East Airlines - SkyMilespartner
- Saudia Airlines - SkyMilespartner
- Seaborne Airlines - Codesharepartner
- TAROM - SkyMilespartner
- Transavia - Codesharepartner[11]
- Vietnam Airlines - SkyMilespartner
- Virgin Australia - Codeshare- en SkyMilespartner, jointventurepartner op Pacifische markt
- Westjet - Codeshare- en SkyMilespartner, jointventurepartner op Amerikaanse markt
- Xiamen Airlines - SkyMilespartner

## Trivia
In 2008 draaide Delta een serie veiligheidsvideo's met als hoofdpresentatrice stewardess Katherine Lee. Met haar hoge jukbeenderen en brede en verwelkomende glimlach werd Lee snel vergeleken met Angelina Jolie en zo werd snel de bijnaam "Deltalina" (van "Delta" plus "-lina") uitgeroepen op blogs en op YouTube. Vanwege de humoristische benadering en nationale en internationale aandacht werden de video's populair op YouTube, met meer dan 2,5 miljoen hits.
De video's waren opvallend, omdat ze de aandacht van de passagiers met meerdere technieken trekken:
- het uiterlijk van Deltalina op zich;[12]
- verrassingselementen in de loop van de video;[14]
- humor - inclusief het klassieke kwispelen van Deltalina's wijsvinger bij de waarschuwing: "Smoking is not allowed on any Delta Flight" (Roken is niet toegestaan op welke vlucht van Delta dan ook).[14] Een ander voorbeeld is het glimmen van de tand van een andere steward, de Nederlandssprekende Perry de Vlugt[15] door middel van een elektronische truc, als hij toont hoe men correct een reddingsvest gebruikt.[12]